# Gion Higashi
Gion Higashi (jap. 祇園東 Gion Higashi) - najmniejsza z pięciu dzielnic gejsz w Kioto. Panującym stylem tańca jest tam Fujima. 

## Historia
Gion Kōbu i Gion Higashi początkowo były jedną dzielnicą. Powstała dzięki pielgrzymkom do świątyni Yasaka. Wzdłuż Shijō Dōri - alei prowadzącej do chramu - otwierano jadłodajnie. Początkowo były to niewyszukane lokale, w których podróżni mogli się posilić i odpocząć. Licencję otrzymały w 1665 r. Były to już wtedy dość wytworne lokale, a zatrudnione tam gejsze zabawiały pielgrzymów tańcem i muzyką.
Gion Higashi odłączyło się od Gion Kōbu w 1886 roku, ze względu na różnice w poziomie klienteli i zakresu świadczonych usług. Nazwa oznacza "wschodnie Gion".

## Wydarzenia w Gion Higashi
- 1-3.01 - obchody Nowego Roku
- 7.01 - Shigyoshiki
- 2-4.02 - Setsubun
- 16.04 - Heian Jingu Retaisai Hono Buyo
- trzecia sobota i niedziela czerwca - Miyako no Nigiwai
- 1-31.07 - Festiwal Gion
- 1.08 - Hassaku
- 22.10 - Jidai Matsuri
- 1-10.11 - Gion Odori
- początek grudnia - Kaomise Soken
- 13.12 - Kotohajime

## Okiya (domy gejsz)

### Okatome (zamknięty)
- geiko : Mariko, Hinayuu, Toyohisa
- maiko :
- zrezygnowały : Kotomi, Umeha, Toyoji, Fukumi, Fukuka, Fukuharu, Komako, Hinagiku, Miharu

### Man
- geiko : Masami, Masako, Masaki, Masanae, Masaki
- maiko : Masane
- zrezygnowały : Masayui, Masaha, Masaho

### Shigenoya
- geiko : Tsunekazu, Tsuneyuu
- zrezygnowały : Tsunesono, Tsunemomo

### Kanoya
- geiko : Masayo, Miyako
- maiko  : Kanosono, Kanoshizu, Kanosuzu
- zrezygnowały  : Kanoyuri, Kanoai, Kanoaki, Kanosome, Kanohana, Kanomi, Kanoka, Kanoyumi, Kanoemi, Kanona

### Sakaemasa
- geiko : Fumie, Toyoju, Ryouka
- maiko : Hinaho

### Tomikiku
- maiko: Tomieri
- geiko: Tomitae, Tomitsuyu
- zrezygnowały : Tomitaka, Tomishizu

### Niezależne geiko[1]
- Miki
- Toyohisa
- Satoko
- Hiroko
- Fumiko
- Yuhide